# Ichchapuram
Ichchapuram es una ciudad y  municipio situada en el distrito de Srikakulam en el estado de Andhra Pradesh (India). Su población es de 36493 habitantes (2011). Se encuentra a 245 km de Visakhapatnam y a 139 km de Srikakulam. 

## Demografía
Según el censo de 2011 la población de Ichchapuram era de 36493 habitantes, de los cuales 17716 eran hombres y 18777 eran mujeres. Ichchapuram tiene una tasa media de alfabetización del 71,12%, inferior a la media estatal del 67,02%: la alfabetización masculina es del 81,27%, y la alfabetización femenina del 61,67%.